# Confederations Cup 2001
Confederations Cup 2001 var den 5. udgave af fodboldturneringen Confederations Cup, og blev afholdt i Sydkorea og Japan fra 30. maj til 10. juni 2001, som en forløber for VM i 2002, der også skulle afholdes i landene. Det var den første udgave af Confederations Cup til at blive afholdt i to lande.
Turneringen havde deltagelse af otte lande, fordelt på alle FIFA's konfederationer. Turneringen blev vundet af Frankrig, der dermed gjorde sig selv til både regerende verdensmestre, europamestre og Confederations Cup-mestre, og cementerede deres plads på tronen af landsholdsfodbold.

## Deltagende lande
| Hold       | Fodboldforbund | Kvalificeret som                         | Antal deltagelser |
| ---------- | -------------- | ---------------------------------------- | ----------------- |
| Sydkorea   | AFC            | Arrangør                                 | 1. deltagelse     |
| Japan      | AFC            | Arrangør og vinder af AFC Asian Cup 2000 | 2. deltagelse     |
| Mexico     | CONCACAF       | Vinder af Confederations Cup 1999        | 4. deltagelse     |
| Cameroun   | CAF            | Vinder af African Nations Cup 2000       | 1. deltagelse     |
| Frankrig   | UEFA           | Vinder af VM 1998 og EM 2000             | 1. deltagelse     |
| Brasilien  | CONMEBOL       | Vinder af Copa América 1999              | 3. deltagelse     |
| Canada     | CONCACAF       | Vinder af CONCACAF Gold Cup 2000         | 1. deltagelse     |
| Australien | OFC            | Vinder af OFC Nations Cup 2000           | 2. deltagelse     |

## Spillesteder
Turneringen blev, som den første Confederations Cup nogensinde, afholdt i to lande. Sydkorea og Japan udvalgte hver tre spillesteder, og turneringen blev dermed fordelt ud på seks byer, mod kun to ved turneringen i 1999. De seks byer udvalgt til arrangører var:
| Ulsan | Suwon | Daegu | Yokohama | Ibaraki | Niigata |
| ----- | ----- | ----- | -------- | ------- | ------- |

## Turneringen

### Turneringsform
De otte deltagende lande blev fordelt i to puljer med fire hold i hver, hvoraf de to øverst placerede i hver avancerede til semifinalerne. Gruppe A blev afviklet udelukkende i Sydkorea og Gruppe B udelukkende i Japan. De to semifinalevindere mødtes i finalen, mens de to tabere spillede kampen om tredjepladsen.

### Gruppe A
| Dato    | Kamp                  | Res. | Sted  |
| ------- | --------------------- | ---- | ----- |
| 30. maj | Frankrig – Sydkorea   | 5-0  | Daegu |
| 30. maj | Mexico – Australien   | 0-2  | Suwon |
| 1. juni | Australien – Frankrig | 1-0  | Daegu |
| 1. juni | Sydkorea – Mexico     | 2-1  | Ulsan |
| 3. juni | Frankrig – Mexico     | 4-0  | Ulsan |
| 3. juni | Sydkorea – Australien | 1-0  | Suwon |

| Stilling   | Kampe | Mål | Point |
| ---------- | ----- | --- | ----- |
| Frankrig   | 3     | 9-1 | 6     |
| Australien | 3     | 3-1 | 6     |
| Sydkorea   | 3     | 3-6 | 6     |
| Mexico     | 3     | 1-8 | 0     |

### Gruppe B
| Dato    | Kamp                 | Res. | Sted    |
| ------- | -------------------- | ---- | ------- |
| 31. maj | Brasilien – Cameroun | 2-0  | Ibaraki |
| 31. maj | Japan – Canada       | 3-0  | Niigata |
| 2. juni | Canada – Brasilien   | 0-0  | Ibaraki |
| 2. juni | Cameroun – Japan     | 0-2  | Niigata |
| 4. juni | Brasilien – Japan    | 0-0  | Ibaraki |
| 4. juni | Cameroun – Canada    | 2-0  | Niigata |

| Stilling  | Kampe | Mål | Point |
| --------- | ----- | --- | ----- |
| Japan     | 3     | 5-0 | 7     |
| Brasilien | 3     | 2-0 | 5     |
| Cameroun  | 3     | 2-4 | 3     |
| Canada    | 3     | 0-5 | 1     |

### Semifinaler
| Dato    | Kamp                 | Res. | Sted     |
| ------- | -------------------- | ---- | -------- |
| 7. juni | Japan – Australien   | 1-0  | Yokohama |
| 7. juni | Frankrig – Brasilien | 2-1  | Suwon    |

### Bronzekamp
| Dato    | Kamp                   | Res. | Sted  |
| ------- | ---------------------- | ---- | ----- |
| 9. juni | Australien – Brasilien | 1-0  | Ulsan |

### Finale
| Dato     | Kamp             | Res. | Sted     |
| -------- | ---------------- | ---- | -------- |
| 10. juni | Japan – Frankrig | 0-1  | Yokohama |

## Målscorer
2 mål
- Shaun Murphy
- Éric Carrière
- Robert Pirès
- Patrick Vieira
- Sylvain Wiltord
- Takayuki Suzuki
- Hwang Sun-Hong